# Euxoa gularis
Euxoa gularis là một loài bướm đêm trong họ Noctuidae.